# Phostria evanidalis
Phostria evanidalis là một loài bướm đêm trong họ Crambidae.